# 茨城県道25号土浦稲敷線
茨城県道25号土浦稲敷線（いばらきけんどう25ごう つちうらいなしきせん）は、茨城県土浦市から稲敷市に至る県道（主要地方道）である。

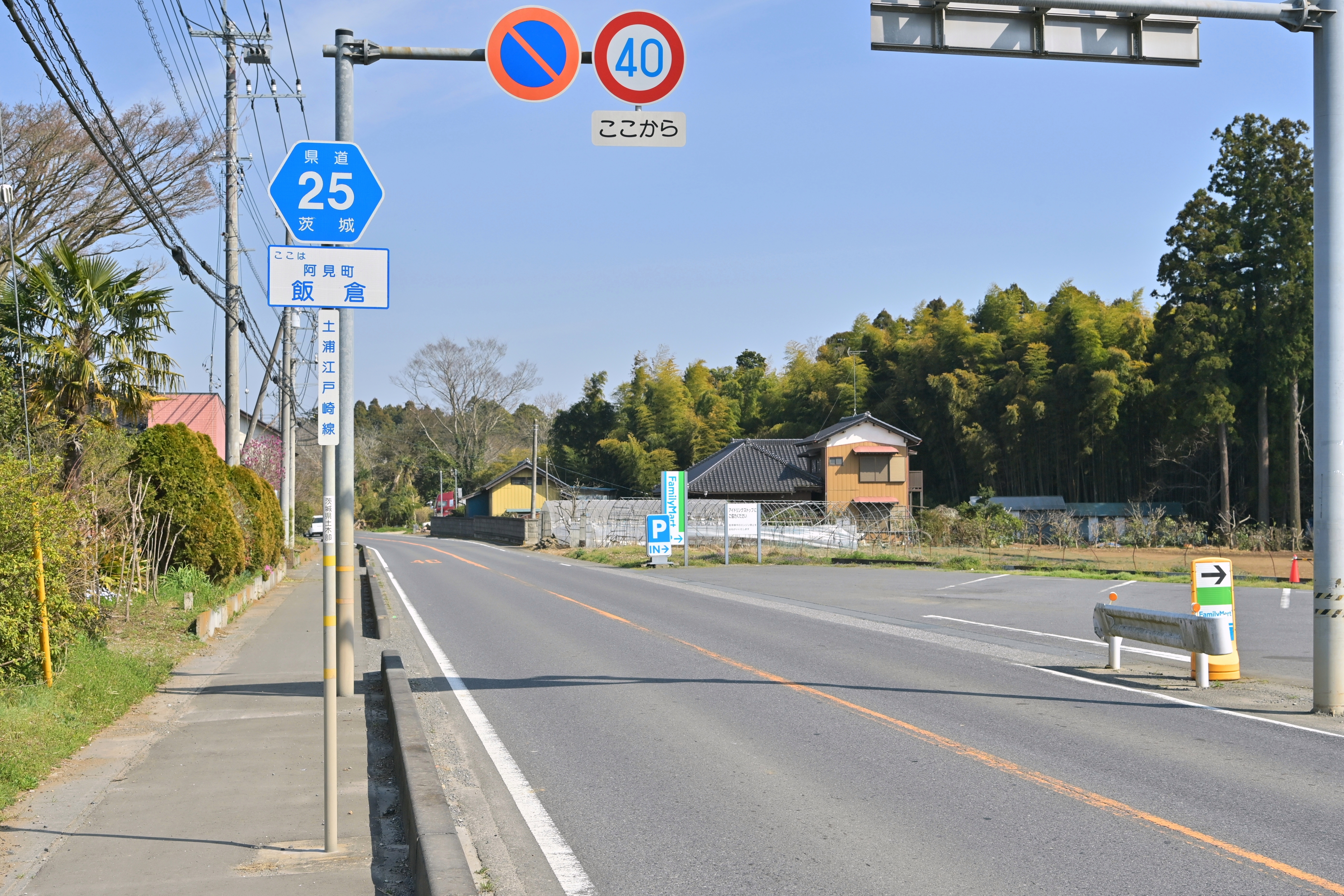
茨城県道25号土浦稲敷線
阿見町飯倉（2024年3月）

## 概要
茨城県土浦市中村南の学園東大通り入口交差点を起点とし、JR常磐線を跨線橋で渡り、阿見住吉交差点で折れて南下し、稲敷郡阿見町実籾を経て稲敷市江戸崎の終点へ至る主要地方道である。阿見町住吉 - 牛久市ひたち野東間は、JR常磐線や国道6号と平行し、阿見町荒川本郷 - 稲敷市江戸崎間は、首都圏中央連絡道（圏央道）と平行する。

### 路線データ
- 起点：茨城県土浦市中村南（国道6号、茨城県道55号土浦つくば線交点 = 学園東大通り入口交差点）
- 終点：茨城県稲敷市江戸崎甲3030番の2（茨城県道103号江戸崎下総線交点）[1]
- 総延長：23.615 km[2]
- 重用延長：0.090 km[2]
- 未供用延長：なし[2]
- 実延長：23.525 km[2]
- 自動車交通不能区間延長[注釈 1]：なし[2]

## 歴史
1972年（昭和47年）3月1日、前身路線の谷田部江戸崎線を廃止して、その一部区間（荒川本郷 - 江戸崎）を引き継ぐ路線として、土浦市を起点とし、稲敷郡江戸崎町（現：稲敷市）の終点とする区間を茨城県が土浦江戸崎線として路線認定した県道である。1995年（平成7年）に、茨城県道の路線再編が行われた際に、整理番号43から現在の整理番号25となり、さらに市町村統合（平成の大合併）が行われたため、2006年（平成18年）には終点の自治体名称の変更に合わせて、現在の路線名称である土浦稲敷線に変更されて現在に至る。

### 年表
- 1972年（昭和47年）3月1日
  - 茨城県が土浦江戸崎線（整理番号43）として路線認定[3]。
  - 土浦市大字 - 稲敷郡江戸崎町戸張の区間（延長20.692 km）を道路区域に決定、供用開始[1]。
  - 前身路線である谷田部江戸崎線（筑波郡谷田部町 - 稲敷郡江戸崎町、整理番号135）を廃止[4][注釈 2]。
- 1979年（昭和54年）3月26日：稲敷郡阿見町大字荒川沖（阿見住吉交差点） - 同町大字荒川本郷（上本郷五差路）の新道（約1.3 km）が開通[5]。
- 1983年（昭和58年）6月13日：稲敷市江戸崎町大字月出里 - 同町大字蒲ヶ山の道路改良供用開始[6]。
- 1993年（平成5年）3月11日：稲敷郡江戸崎町大字沼田 - 大字江戸崎（主要地方道江戸崎新利根線）のバイパス道路（約1.0 km）が開通する[7]。
- 1993年（平成5年）5月11日 - 建設省から、県道土浦江戸崎線が土浦江戸崎線として主要地方道に指定される[8]。
- 1995年（平成7年）3月30日：整理番号43から現在の番号（整理番号25）に変更される[9]。
- 1995年（平成7年）8月14日：江戸崎町大字沼田 - 大字江戸崎（主要地方道江戸崎新利根線）の旧道（1.0198 km）が指定解除により町道に降格する[10]。
- 1997年（平成9年）12月15日：稲敷郡阿見町大字実穀 - 同町大字上長のバイパスを新設する道路区域（2.171 km）が決定する[11]。
- 1998年（平成10年）3月9日：阿見町大字荒川本郷（上本郷五差路） - 同町大字上長のバイパス新設区間延伸（4.577 km）の道路区域が決定する[12]。
- 1998年（平成10年）3月14日：牛久市中根町 - 同市下根町（現・ひたち野東地区）が供用開始される[13]。
- 2000年（平成12年）4月1日：土浦市大字中(国道6号交差点)- 阿見町大字荒川沖、阿見町大字吉原の各区間が、通行する車両の最大重量限度25トンの道路に指定される[14]。
- 2003年（平成15年）8月4日：阿見町大字荒川本郷 - 大字上長までバイパスの延伸区間（1.065 km）の道路区域が決定[15]。
- 2004年（平成16年）3月22日：土浦市中村南 - 稲敷郡阿見町大字荒川沖の区間が、通行する車両の高さの最高限度4.1 mの道路に指定される[16]。
- 2005年（平成17年）12月26日：阿見町大字荒川本郷（上本郷五差路） - 土浦市大字沖新田 - 阿見町大字荒川本郷のバイパスの一部（約1.4 km）が開通する[17][18][19]。
- 2006年（平成18年）4月1日：土浦江戸崎線から現在の路線名（土浦稲敷線）に変更される[20]。
- 2007年（平成19年）8月30日：牛久市下根町（現・ひたち野東） - 阿見町実穀までのバイパスの一部（約1.2 km）が供用開始される[21]。
- 2008年（平成20年）4月1日：稲敷市江戸崎地内の区間を、通行する車両の高さの最高限度4.1 mの道路に指定[22]。

## 路線状況
本県道は、起点・土浦市中村南 - 荒川沖東 - 牛久市ひたち野東の区間と、阿見町荒川本郷（上本郷五差路） -　終点・稲敷市江戸崎の区間の大きく性格の異なる2つの区間に分けることが出来る。
中村南 - 荒川沖東 - ひたち野東の区間は全線4車線の道路で、南北延長線上に接続される茨城県道48号土浦竜ヶ崎線、都市計画道路貝塚・中根線を合わせると、土浦駅東口から牛久市南まで市街地区域を南北を結ぶ1本の主要な幹線道路を形成する。この区間は、国道6号と並行し交通量が非常に多い。
一方、上本郷五差路 - 終点・江戸崎の区間は全線1.5〜2車線の現道で、交通量は多くない。このうちの上本郷五差路 - 実穀までの区間は、道路にセンターラインは無く道幅が狭い上にカーブが多い区間である。
道路法の規定に基づき、土浦市荒川沖西（学園東大通り入口交差点） - 牛久市ひたち野東（ひたち野東交差点）間および、稲敷市江戸崎（主要地方道江戸崎新利根線交差） - 同（一般県道江戸崎下総線交差）間は、緊急輸送道路として機能を維持するため、災害発生時の被害拡大防止を目的に道路用地内に電柱を建てることが制限されている。

### バイパス

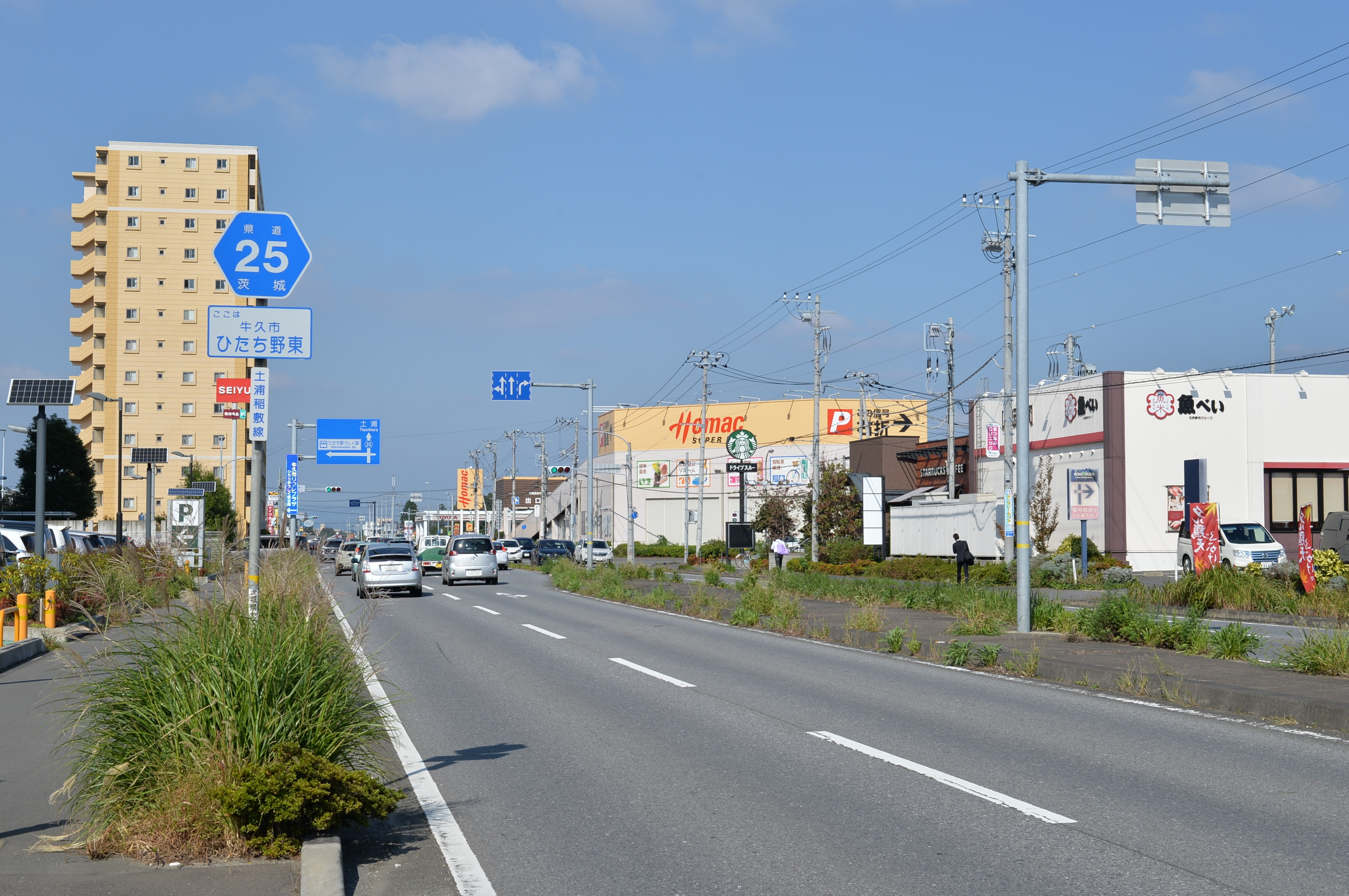
牛久市ひたち野東交差点付近の土浦稲敷線バイパス（2015年10月）

- 土浦稲敷線バイパス
牛久市ひたち野東から稲敷市の阿見東部工業団地（主要地方道竜ヶ崎阿見線バイパス）まで結ばれる幅員34 m（車道部13 m/4車線）の計画路線で、ひたち野東から阿見町上長までの区間が平成8年度より整備事業中である[24][25]。ひたち野東地区が2007年（平成19年）に4車線にて一部供用されている[25]。現在は、阿見町荒川本郷（上本郷五差路） - ひたち野東の区間が茨城県道25号土浦稲敷線のバイパス道路であり、ひたち野東までの盲腸線のようになっている。

### 重複区間
- 茨城県道49号江戸崎新利根線（稲敷市時崎・時崎十字路 - 稲敷市江戸崎）
- 茨城県道103号江戸崎下総線（稲敷市江戸崎 地内）

## 地理

### 通過する自治体
- 土浦市
- 稲敷郡阿見町
- 稲敷市

### 交差する道路
現道

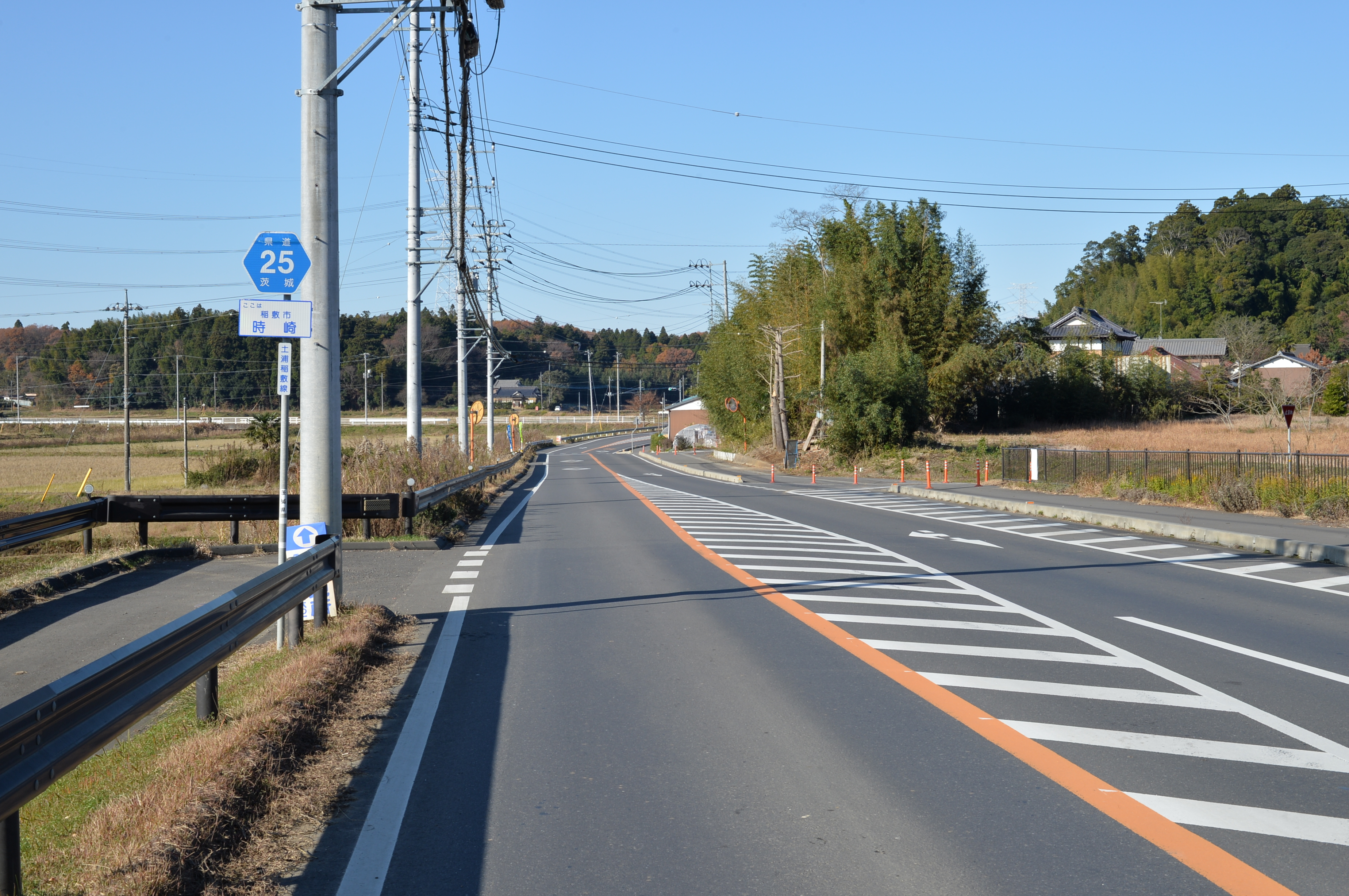
稲敷市時崎（2014年12月）

- 国道6号（土浦市中村・学園東大通り入口交差点、起点）
- 茨城県道48号土浦竜ヶ崎線・茨城県道203号荒川沖阿見線（阿見町住吉 / うずら野・阿見住吉交差点）
- 茨城県道48号土浦竜ヶ崎線（阿見町実穀・実穀交差点）
- 茨城県道34号竜ヶ崎阿見線（阿見町吉原・吉原十字路）
- 茨城県道34号竜ヶ崎阿見線バイパス（阿見町吉原 / よしわら・新山交差点）
- 茨城県道68号美浦栄線（阿見町飯倉・飯倉交差点）
- 茨城県道49号江戸崎新利根線バイパス（稲敷市時崎・時崎十字路）
- 茨城県道49号江戸崎新利根線（稲敷市江戸崎）
- 茨城県道103号江戸崎下総線（稲敷市江戸崎）
- 茨城県道103号江戸崎下総線（稲敷市江戸崎、終点）

バイパス
- 茨城県道274号牛久赤塚線（牛久市ひたち野東・ひたち野東交差点）

### 沿線にある施設など
- JR荒川沖駅東口（土浦市荒川沖東）
- JRひたち野うしく駅東口（牛久市ひたち野東）